# Thamnistes
A Thamnistes a madarak osztályának verébalakúak (Passeriformes) rendjébe és a hangyászmadárfélék (Thamnophilidae) családjába tartozó nem.

## Rendszerezésük
A nemet Philip Lutley Sclater és Osbert Salvin írták le 1860-ban, az alábbi 2 faj tartozik ide:
- kávészínű hangyászgébics (Thamnistes anabatinus)
- Thamnistes rufescens[1] vagy Thamnistes anabatinus rufescens[3]

## Előfordulásuk
Mexikó, Közép-Amerika és Dél-Amerika területén honosak.

## Megjelenésük
Testhosszuk 15 centiméter körüli.